# Austria Center Vienna

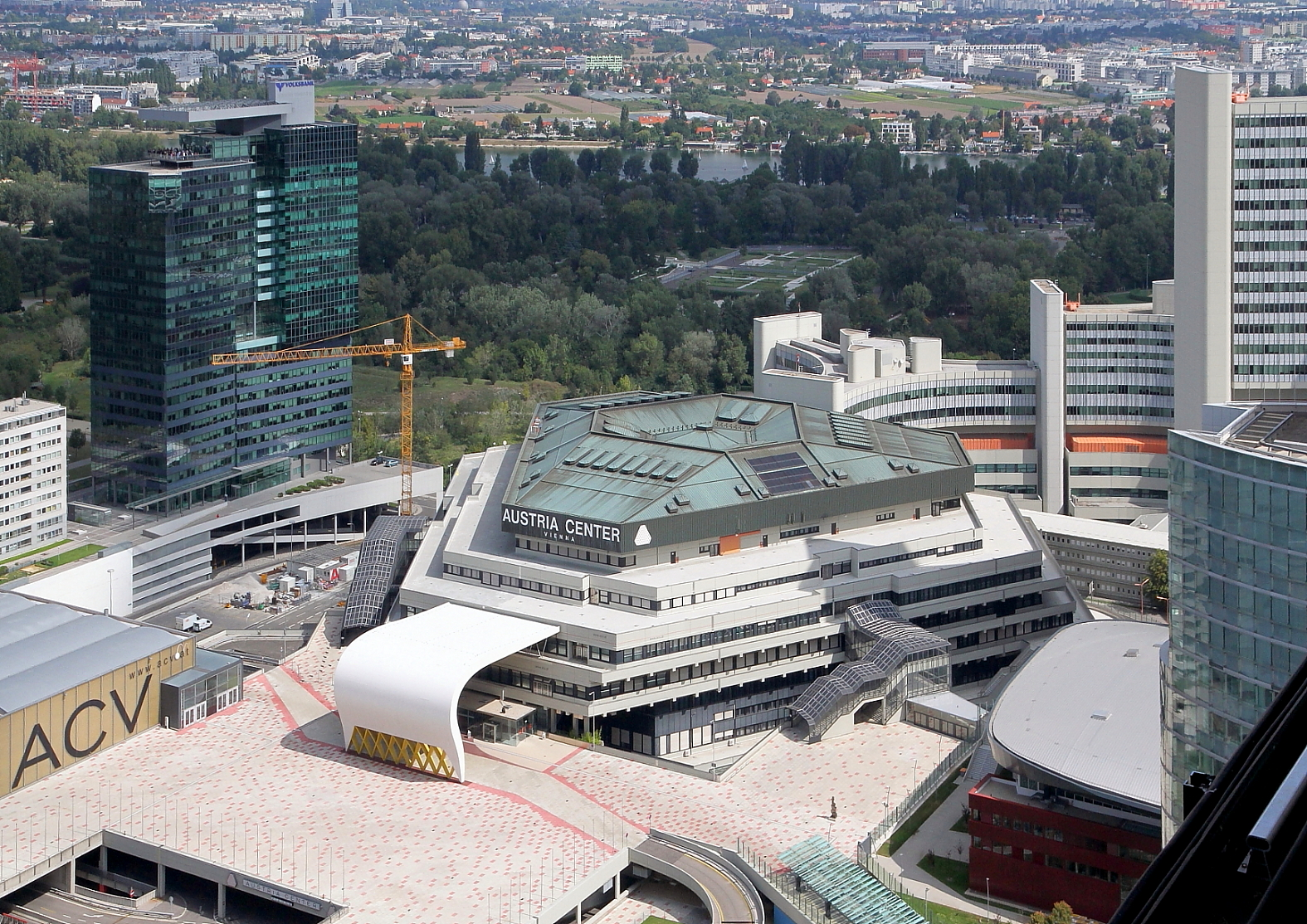
Austria Center Vienna 2012

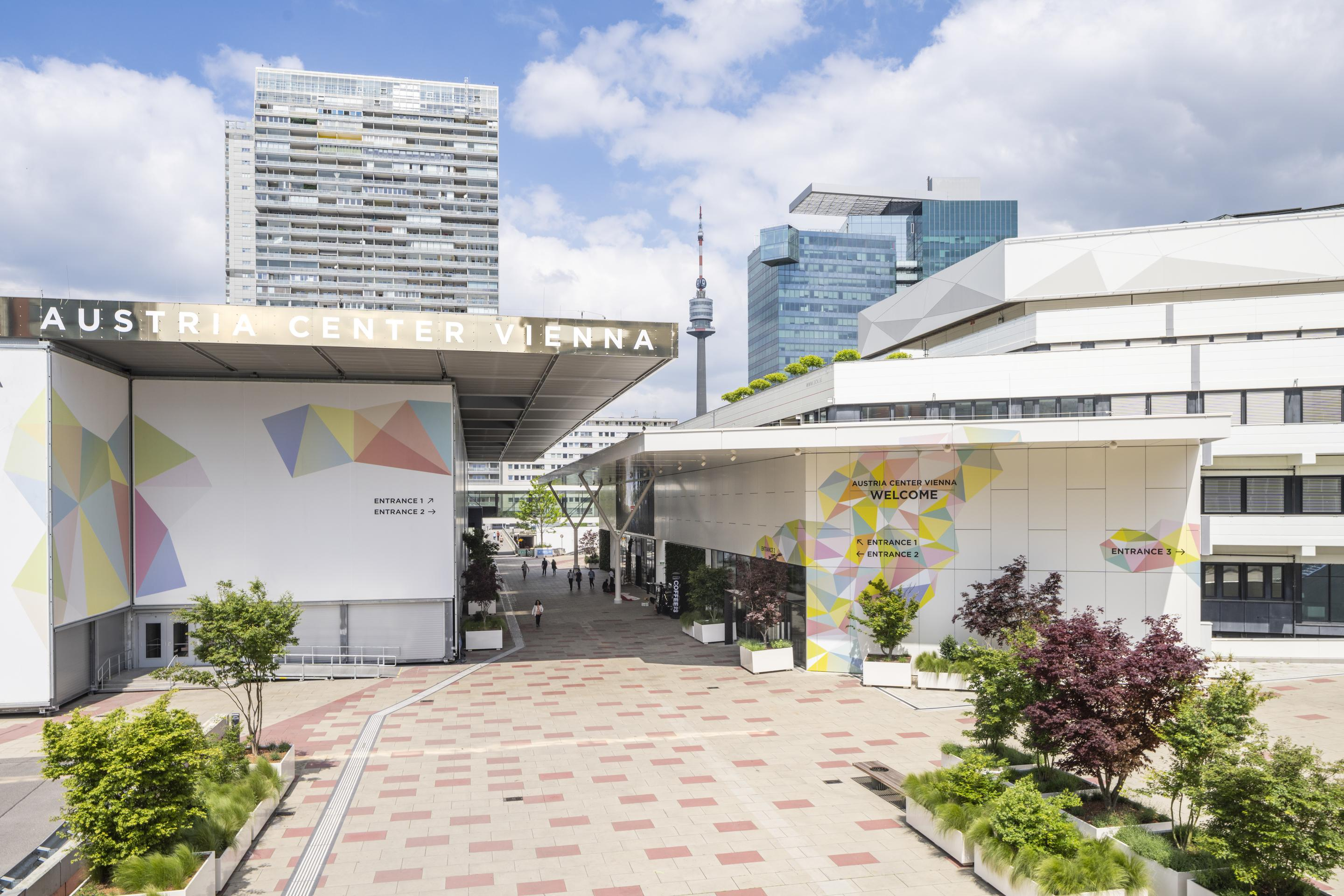
Vorplatz des Austria Center Vienna mit geschlossenem donauSEGEL. Im Hintergrund links der Mischek Tower und rechts der Saturn Tower.

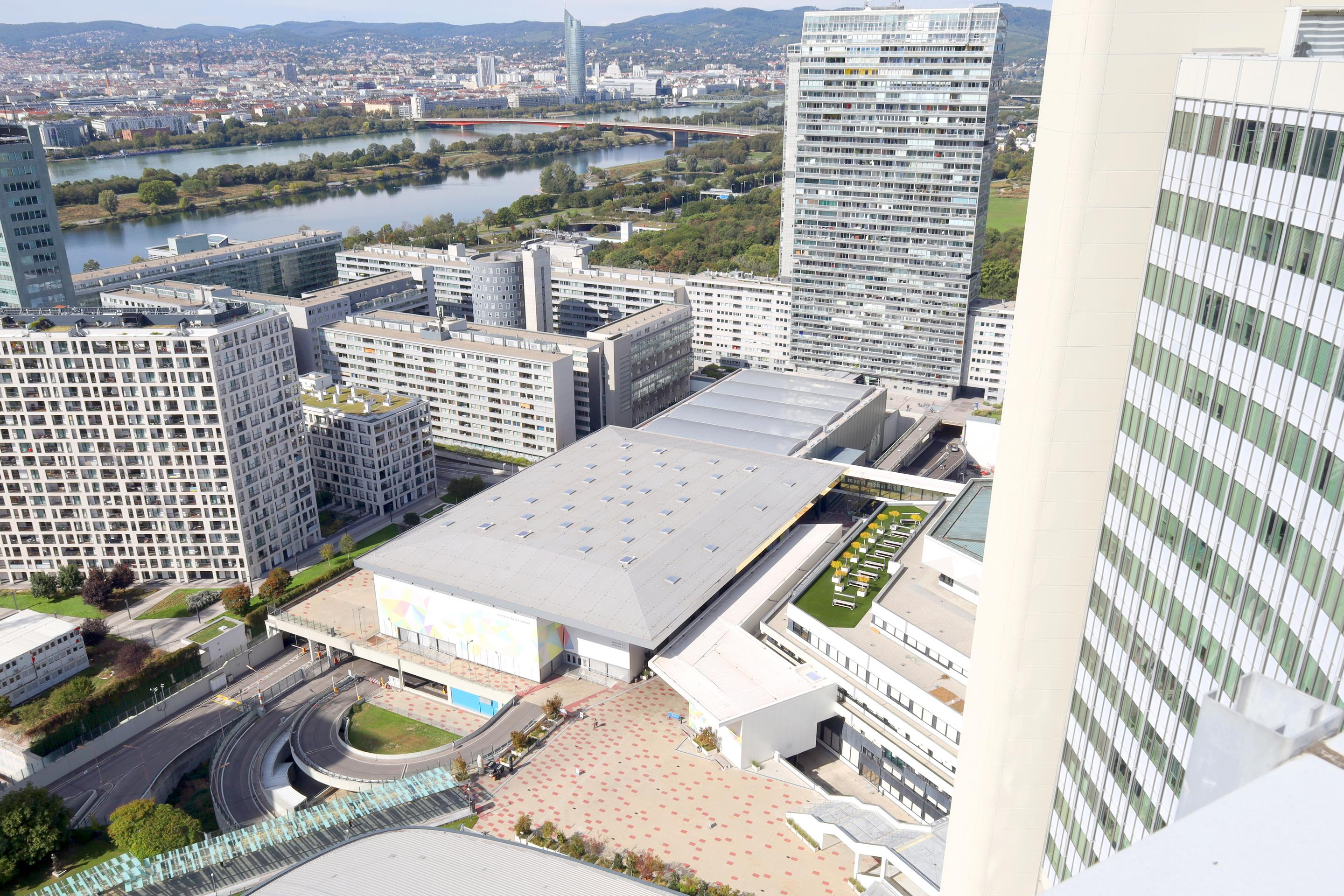
Blick vom Vienna International Centre (VIC) auf das Nebengebäude des Austria Center Vienna und das geschlossene donauSEGEL. Im Hintergrund der Mischek Tower. Im linken Bereich sind die Donauinsel, die Neue Donau und Donau zu sehen.

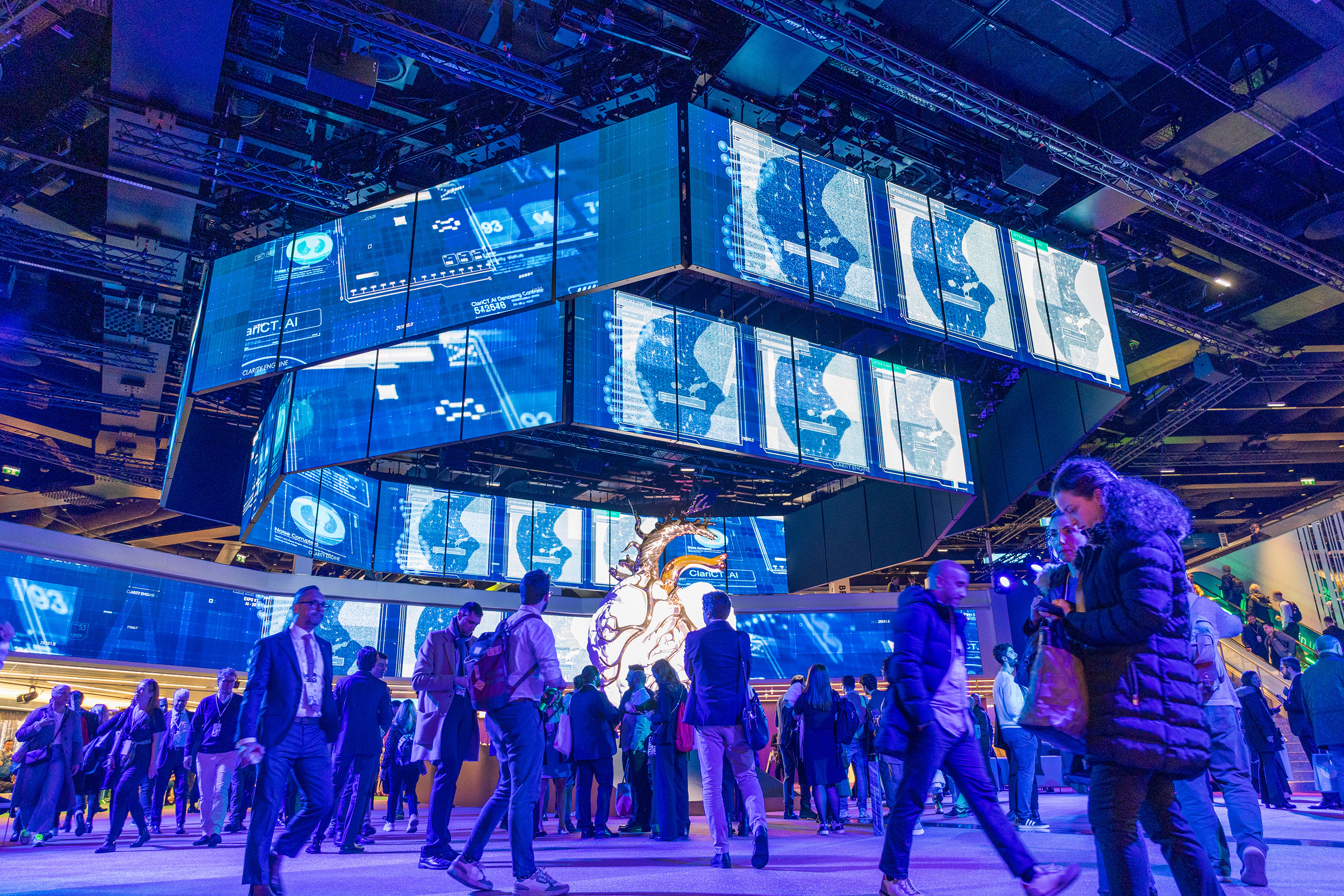
Die polySTAGE am ECR 2025 in der Eingangshalle des Austria Center Vienna.

Das Austria Center Vienna (ACV) ist Österreichs größtes Konferenzzentrum. Es befindet sich im 22. Wiener Gemeindebezirk (Donaustadt) und führt die Adresse Bruno-Kreisky-Platz 1.
Das ACV zählt zu den europaweit führenden Zentren für Konferenzen und andere Veranstaltungen. Es wird unter anderem für internationale Kongresse, Unternehmenstagungen, Ausstellungen oder Messen mit bis zu 22.800 Teilnehmern genutzt. Jährliche Großveranstaltungen sind der europäische Radiologiekongress (ECR) und die Generalversammlung der EGU.
Es bildet gemeinsam mit dem benachbarten Vienna International Centre (VIC), in welchem sich einer der weltweit vier Amtssitze der Vereinten Nationen (UNO) befindet, die inoffiziell als UNO-City bezeichnete Gebäudegruppe am linken Donauufer. Betreibergesellschaft ist die Internationales Amtssitz- und Konferenzzentrum Wien, Aktiengesellschaft (IAKW-AG), die auch für die Erhaltung des VIC verantwortlich ist.
Das gemeinsam mit den Gebäuden des Vienna International Centre (VIC) den Gesamtkomplex der UNO-City bildende Austria Center Vienna gehört nicht zu den Einrichtungen der im VIC beheimateten Organisationen, wird von diesen aber bei Bedarf (für große Konferenzen) genutzt.

## Geschichte
Um den Bau des Konferenzzentrums gab es heftige politische Auseinandersetzungen. Die ÖVP wollte die Idee des damaligen Bundeskanzlers Bruno Kreisky (SPÖ) zu Fall bringen. Sie initiierte 1982 ein Volksbegehren unter dem Motto „Für 12.000 Wohnungen, für sichere Arbeitsplätze in ganz Österreich und gegen den unnötigen Konferenzplatz“. Dieses wurde vom 12. bis 17. Mai 1982 von 1.361.562 wahlberechtigten Österreichern unterschrieben – die größte Beteiligung an einem Volksbegehren in der zweiten Republik. Nach den Gesamtplänen des Architekten Johann Staber wurde das Konferenzzentrum von 1983 bis 1987 trotzdem gebaut. Die Baukosten betrugen 3,5 Mrd. Schilling (rund 255 Mio. Euro).
Nach einer Bauzeit von vier Jahren und zehn Monaten und einer kurzen Zeit des Probebetriebs fand am 22. April 1987 in Anwesenheit von Bundespräsident Kurt Waldheim, Bundeskanzler Franz Vranitzky sowie mehrerer österreichischer Minister und hochrangiger Vertreter der Eigentümergesellschaft die offizielle Eröffnung des Austria Center Vienna im Rahmen eines politischen Festaktes statt.
Am 17. Mai 1987 folgte die Eröffnungsgala „Soirée in Wien“, die vom ORF aus dem größten Saal des Hauses in 32 Länder übertragen wurde. Peter Alexander moderierte eine Nummernshow, in der bekannte Persönlichkeiten wie Plácido Domingo, Josep Carreras, Gilbert Bécaud, Udo Jürgens, Jerry Lewis u. v. m. auftraten. Erstmals sangen ein amerikanischer und ein russischer Star – Barry Manilow und Alla Pugatschowa – gemeinsam ein Duett.
Ab den späten 1990er Jahren beginnend folgte als weiteres Nachbarareal die (noch anhaltende) Bebauung der Donau City auf der sogenannten Donauplatte und angrenzend.
Im Jahr 2007 folgte eine Erweiterung um eine vierte Ausstellungshalle.
Bis September 2011 hatte das ACV mit 1450 eine eigene Postleitzahl.
Das Austria Center Vienna wurde im April 2014 als erstes österreichisches Konferenz- und Veranstaltungszentrum mit dem „Umweltzeichen für Kongress- und Tagungsstätten“ ausgezeichnet.
Im Zuge weitreichender Modernisierungsmaßnahmen wurden ein neues Zugangsgebäude, ein Verbindungsgang und die Überdachung des Vorplatzes realisiert. 2019 wurde der Vorplatz des Kongresszentrums mit dem donauSEGEL überdacht. Bei Schließung der Seitenwände wird dieses zur fünften Ausstellungshalle X5. Im Frühjahr 2021 entstand der Panoramawalk, ein verglaster Verbindungsweg, der das Hauptgebäude mit den Ausstellungshallen verbindet.
Große Bereiche der Ebene 0 und Ebene 1 wurden ab 2022 bei Umbauarbeiten komplett erneuert. Dabei wurde die Eingangshalle modernisiert und mit einer bewegbaren LED-Installation ausgestattet, die sogenannte polySTAGE.
Im Frühjahr 2025 wurde die modernisierte Ebene -2 wiedereröffnet.

## Eventveranstaltungen

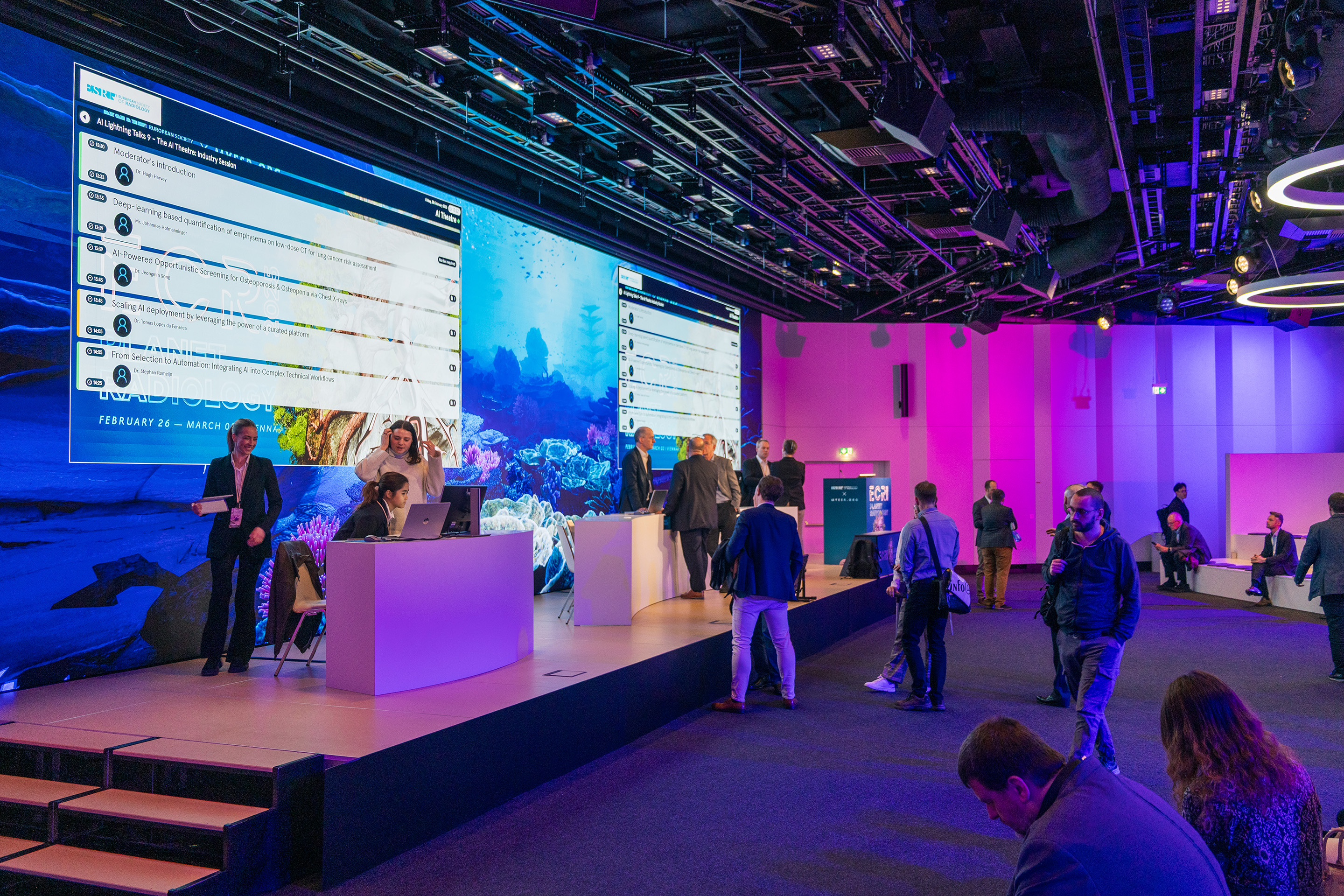
Saal D1 im Austria Center Vienna.

Der Gebäudekomplex des Austria Center Vienna beherbergt 21 Säle, 134 Meetingräume und fünf Ausstellungshallen. Der größte Saal A fasst eine Kapazität von ca. 3.000 Personen. Kombiniert mit den zwei angrenzenden Sälen B und C können bis zu 4.370 Personen an einer Veranstaltung teilnehmen. Der kombinierte Saal ABC wird besonders für Galas und Kongresse genutzt.
Insgesamt finden im Haus bis zu 22.800 Personen auf fünf Ebenen Platz. Mit dem Ausbau der Multifunktionsflächen stehen insgesamt über 26.000 m² Ausstellungsfläche zur Verfügung.
Die LED-Installation in der Eingangshalle, die polySTAGE, wird bei Veranstaltungen als Registratur, Ausstellung und Bühne genutzt. Arrangiert in 2 Ringen, besteht sie aus 52 Einzel-Paneelen und drei fix verbauten LED-Flächen. Die Einzel-Paneele werden über Motoren gesteuert und lassen sich bis zum Boden herabfahren.
Das Austria Center Vienna ist ein Green Conference Centre und zertifiziert Veranstaltungen zum Green Meeting (Zertifizierung nach dem Österreichischen Umweltzeichen).

## Vorstände
Susanne Baumann-Söllner wurde mit 1. Dezember 2012 zum Vorstand der Internationales Amtssitz- und Konferenzzentrum Wien, Aktiengesellschaft (IAKW-AG), der Betreibergesellschaft des Austria Center Vienna, bestellt. Baumann-Söllner ist als Sprecherin des Vorstands für das Kongressgeschäft verantwortlich.
Michael Rotter fungiert seit Oktober 2017 als technischer Vorstand für Sanierungs- und Bauprojekte und ist als Vertreter der Republik Österreichs im Major Repairs and Replacements Fund für die Verwaltung des Vienna International Centre (VIC) zuständig.

## Eröffnungskonzert
Die feierliche Eröffnung im Mai 1987 wurde mit einem Klassikkonzert verbunden. Für die musikalische Gestaltung zeichnete Heinz Neubrand, für die Moderationstexte Peter A. Moser und Ingrid Moser verantwortlich. Gesprochen wurden die Texte in deutscher von Brigitte Neumeister und Ernst Harmannstein sowie in englischer Sprache von Daniela Blyth und David Cameron. Das Konzert wurde mitgeschnitten und als Langspielplatte unter dem Titel Vom Wiener Kongress zum Austria Center Vienna 1815–1987 veröffentlicht. Als Herausgeberin zeichnete auf der Rückseite des Plattencovers die Internationales Amtssitz- und Konferenzzentrum Wien, Aktiengesellschaft.